# Amaurobiidae
Amaurobiidae, porodica pauka raširenih po svim kontinentima. Postoji 49 rodova s preko 200 vrsta. U Hrvatskoj je njezin predstavnik Amaurobius kratochvili.

## Rodovi
1. Altellopsis Simon, 1905
2. Amaurobius C. L. Koch, 1837
3. Anisacate Mello-Leitão, 1941
4. Arctobius Lehtinen, 1967
5. Auhunga Forster & Wilton, 1973
6. Auximella Strand, 1908
7. Callevopsis Tullgren, 1902
8. Callobius Chamberlin, 1947
9. Cavernocymbium Ubick, 2005
10. Chresiona Simon, 1903
11. Chumma Jocqué, 2001
12. Cybaeopsis Strand, 1907
13. Dardurus Davies, 1976
14. Daviesa Koçak & Kemal, 2008
15. Emmenomma Simon, 1884
16. Hicanodon Tullgren, 1901
17. Himalmartensus Wang & Zhu, 2008
18. Livius Roth, 1967
19. Macrobunus Tullgren, 1901
20. Malenella Ramírez, 1995
21. Maloides Forster & Wilton, 1989
22. Muritaia Forster & Wilton, 1973
23. Naevius Roth, 1967
24. Neoporteria Mello-Leitão, 1943
25. Neuquenia Mello-Leitão, 1940
26. Obatala Lehtinen, 1967
27. Otira Forster & Wilton, 1973
28. Ovtchinnikovia Marusik, Kovblyuk & Ponomarev, 2010
29. Oztira Milledge, 2011
30. Parazanomys Ubick, 2005
31. Pimus Chamberlin, 1947
32. Pseudauximus Simon, 1902
33. Retiro Mello-Leitão, 1915
34. Rhoicinaria Exline, 1950
35. Rubrius Simon, 1887
36. Storenosoma Hogg, 1900
37. Taira Lehtinen, 1967
38. Tasmabrochus Davies, 2002
39. Tasmarubrius Davies, 1998
40. Teeatta Davies, 2005
41. Tugana Chamberlin, 1948
42. Tymbira Mello-Leitão, 1944
43. Urepus Roth, 1967
44. Virgilus Roth, 1967
45. Wabarra Davies, 1996
46. Waitetola Forster & Wilton, 1973
47. Yacolla Lehtinen, 1967
48. Yupanquia Lehtinen, 1967
49. Zanomys Chamberlin, 1948